# Borsk
Borsk is een plaats in het Poolse district  Kościerski, woiwodschap Pommeren. De plaats maakt deel uit van de gemeente Karsin en telt 146 inwoners.